# Saum-Segge
Die Saum-Segge (Carex hostiana), auch Hosts Segge genannt, ist eine Pflanzenart aus der Gattung Seggen (Carex) innerhalb der Familie der Sauergrasgewächse (Cyperaceae).

## Beschreibung

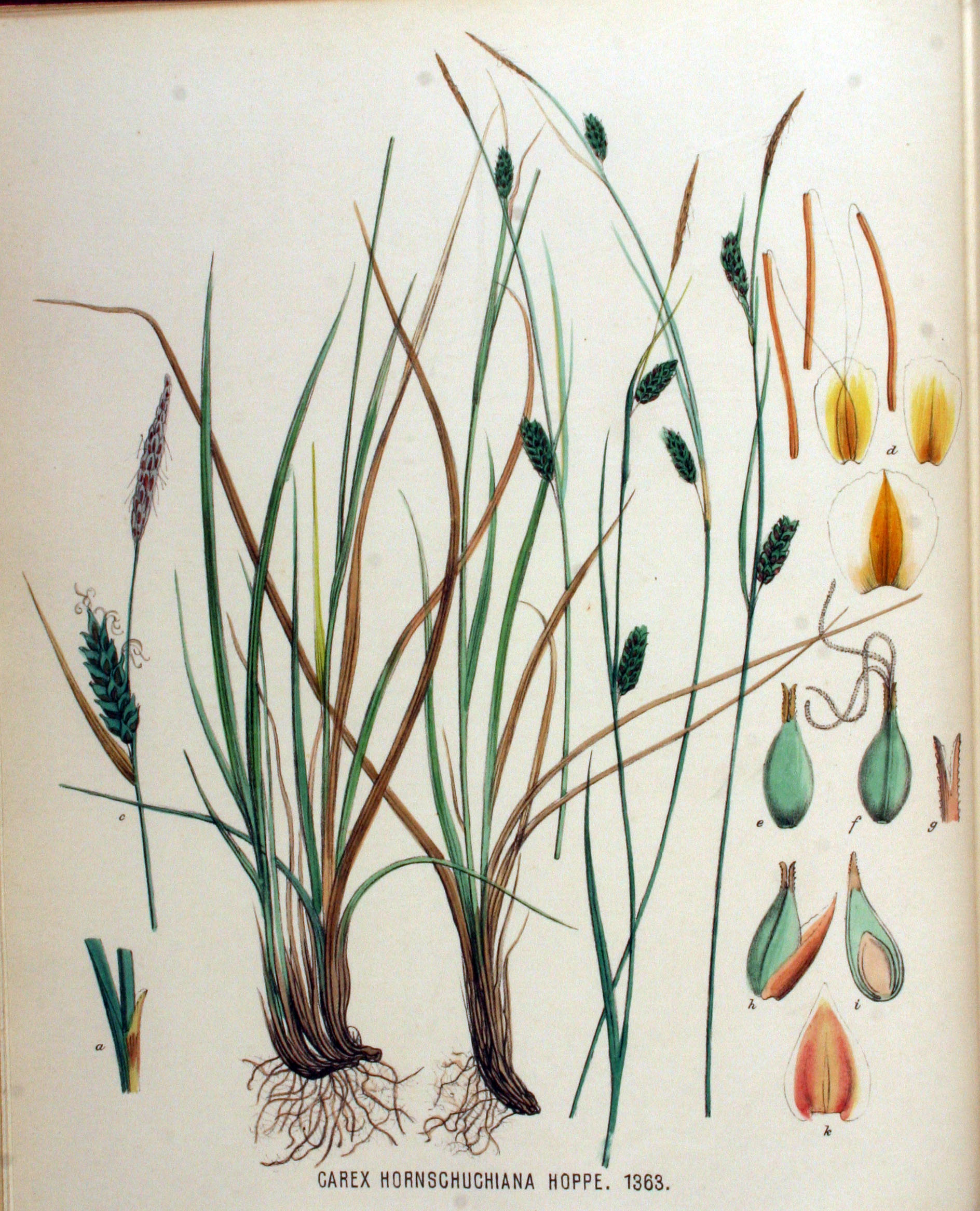
Illustration aus Flora Batava, Volume 18

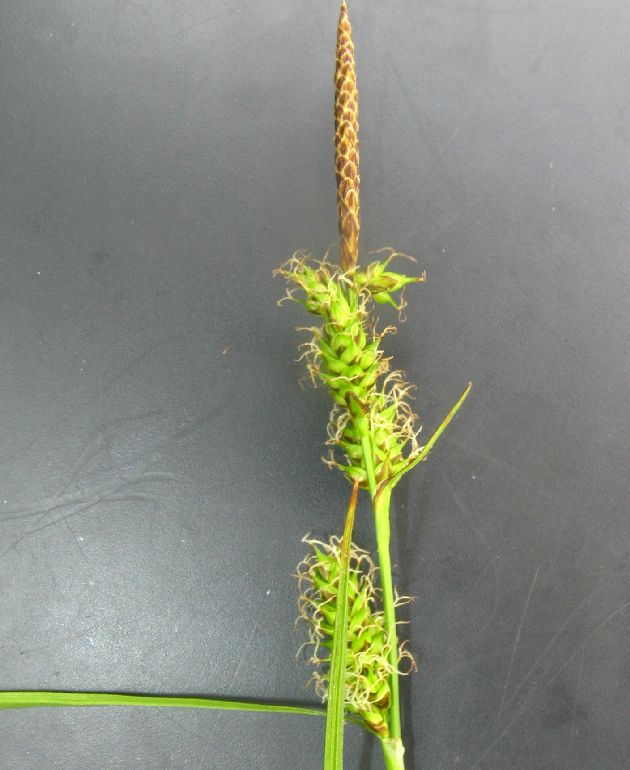
Blütenstand

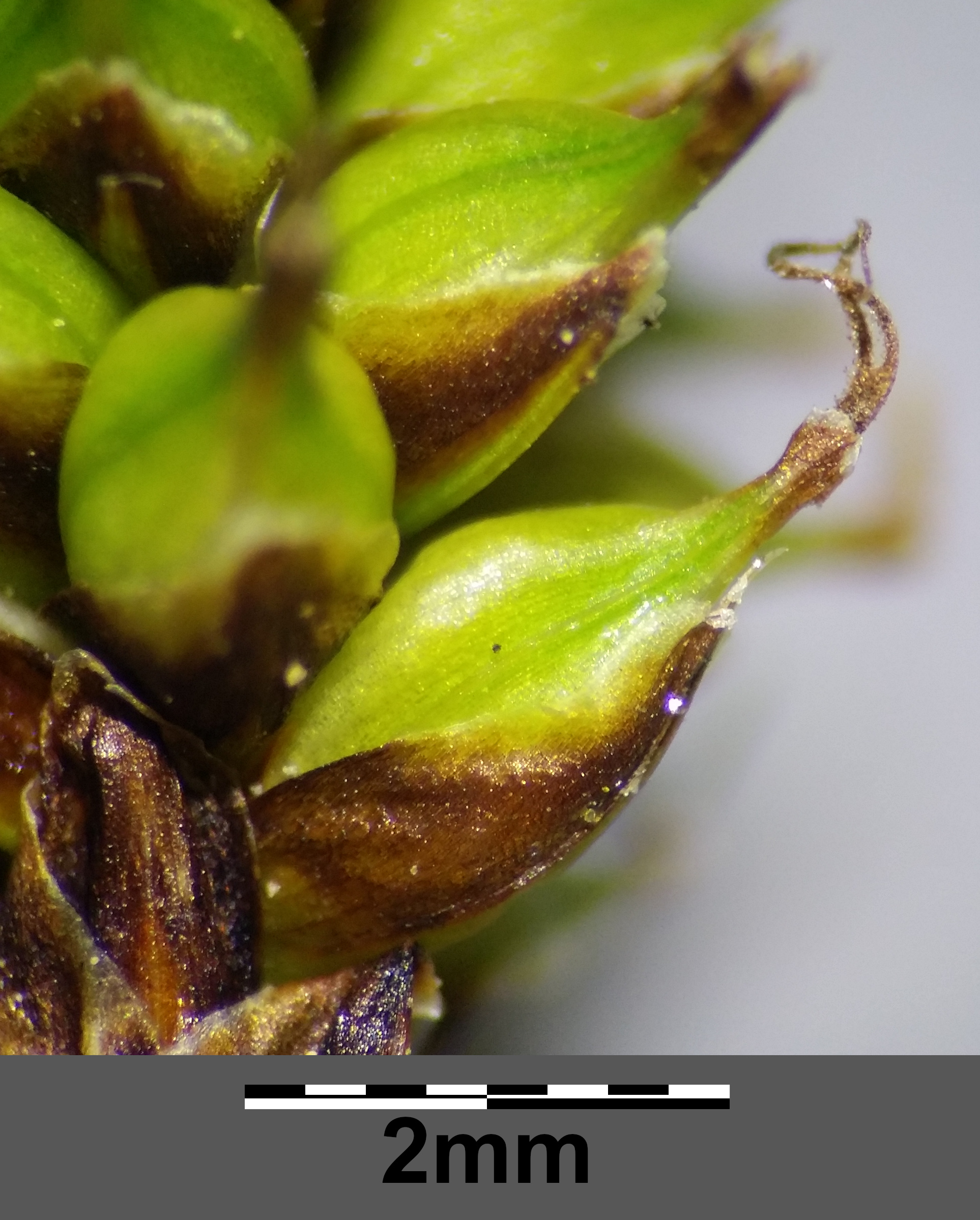
Schläuche

### Vegetative Merkmale
Die Saum-Segge ist eine graugrüne, ausdauernde krautige Pflanze und erreicht Wuchshöhen von 25 bis 45, selten bis zu 80 Zentimetern. Sie bildet kurze Ausläufer und besitzt dadurch einen lockerrasigen bis  horstigen Wuchs. Die Stängel sind dreikantig, steif aufrecht und länger als die Laubblätter. Die grundständigen Blattscheiden sind hell-grünlich bis rot-braun und zerfasern. Die Laubblätter sind 2 bis 4 Millimeter breit, gekielt und rau; sie sind plötzlich in eine draikantige Spitze verschmälert. Ihre bauchige Blattscheidenwand der oberen Blätter hat ein 1 bis 2 Millimeter langes, trockenhäutiges Anhängsel.

### Generative Merkmale
Die Blütezeit liegt im Mai und Juni. Die Saum-Segge ist eine Verschiedenährige Segge. Der Blütenstand besteht enthält ein endständiges männliches und zwei oder drei entfernt stehende weibliche Ährchen. Das männliche Ährchen ist gestielt, bei einer Länge von 20 bis 30 Millimetern sowie bei einem Durchmesser von 5 bis 7 Millimetern schmal-zylindrisch und dichtblütig. Die Spelzen der männlichen Blüten sind bei einer Länge von 3 bis 4 Millimetern länglich bis spatelförmig mit stumpfem oberen Ende und rot-braun mit weißhäutigen Rändern. Die weiblichen Ährchen sind kurz gestielt und aufrecht, 8 bis 20 Millimeter lang, 5 bis 7 Millimeter breit. Die Hüllblätter haben lange Scheiden und schließen die Ährchenstiele ein. Das untere Hüllblatt ist mindestens so lang wie sein Ährchen, aber kürzer als der ganze Blütenstand. Die Spelzen der weiblichen Ährchen sind eiförmig mit stumpfen bis spitzem, aber nicht stachelspitzigem oberen Ende, etwa 3 Millimeter lang und 2 Millimeter breit und damit kürzer als die Schläuche; sie sind glänzend kastanien-braun bis schwarz, haben eine hell-braunen oder grünen Mittelstreifen und schmale weißhäutige Ränder. Die Schläuche sind bei einer Länge von 3 bis 5 Millimetern eiförmig, undeutlich dreikantig, fein längsnervig, gelb-grün, matt und nach oben ziemlich plötzlich in den zweizähnigen braunen Schnabel verschmälert. Der Schnabel ist an den Rändern rau und auf der Innenseite der zwei Zähne glatt. Die weiblichen Blüten enthalten drei Narben.
Die Frucht ist bei einer Länge von etwa 2 Millimetern verkehrt-eiförmig, dreikantig, braun, aber an den Kanten heller.
Die Chromosomenzahl beträgt 2n = 56.

## Vorkommen und Gefährdung
Die Saum-Segge ist in Europa und im östlichen Nordamerika verbreitet. In Europa fehlt sie nur in Russland, Spitzbergen, Island, Portugal, Albanien, Nordmazedonien, Moldau und Griechenland. In Nordamerika kommt sie in Québec vor und ist in Massachusetts ausgestorben. Sie ist ein submeridional-montanes bis boreales, ozeanisches Florenelement. In Mitteleuropa ist sie in den Alpen und im Alpenvorland verbreitet, ansonsten zerstreut. Sie steigt im Allgemeinen bis in Höhenlagen von 1500 Metern. In den Allgäuer Alpen kommt sie noch am Besler in Bayern bei einer Höhenlage von 1670 Meter vor. Sie steigt bei Valsorey im Kanton Wallis bis 2000 Meter und in Graubünden bei Buffalora am Ofenpass bis 2150 Meter auf.
In der Roten Liste der gefährdeten Pflanzenarten Deutschlands nach Metzing et al. 2018 ist die Saum-Segge unverändert zur Liste von 1998 in der Gefährdungskategorie 2 = stark gefährdet. sie gilt in Deutschland als selten und es wurde ein starker Rückgang verzeichnet. In der Schweiz gilt die Saum-Segge als LC = „nicht gefährdet“.
Sie wächst in mesotrophen, nassen Flachmoorwiesen. Sie ist pflanzensoziologisch in Mitteleuropa eine Charakterart des Verbands Caricion davallianae, kommt aber auch in Pflanzengesellschaften des Verbands Molinion vor.
Die ökologischen Zeigerwerte nach Landolt et al. 2010 sind in der Schweiz: Feuchtezahl F = 4+w+ (nass aber stark wechselnd), Lichtzahl L = 4 (hell), Reaktionszahl R = 4 (neutral bis basisch), Temperaturzahl T = 3 (montan), Nährstoffzahl N = 2 (nährstoffarm), Kontinentalitätszahl K = 2 (subozeanisch).

## Taxonomie
Die Erstveröffentlichung von Carex hostiana erfolgte 1813 durch Augustin Pyrame de Candolle in Catalogus Plantarum Horti Botanici Monspeliensis, S. 88. Das Artepitheton hostiana ehrt den österreichischen Arzt und Botaniker Nicolaus Thomas Host (1761–1834). Synonyme für Carex hostiana DC. sind: Carex distans var. hostiana (DC.) Fiori, Carex fulva Host nom. illeg., Carex hornschuchiana var. fulva Nyman, Carex armena Boiss., Carex biformis F.W.Schultz, Carex biformis var. fertilis F.W.Schultz, Carex ×fulva var. subsalsa (Nyman) Nyman, Carex fulvescens Mack., Carex greeniana Dewey, Carex halophila Heuff. nom. illeg., Carex hornschuchiana Hoppe, Carex hornschuchiana var. angustifolia Gaudin, Carex hornschuchiana subsp. eckeroeensis (H.Lindb. & Palmgr.) Lindm., Carex hornschuchiana var. eckeroeensis H.Lindb. & Palmgr., Carex hornschuchiana var. laurentiana Fernald & Wiegand, Carex hornschuchiana subsp. subsalsa (Nyman) K.Richt., Carex hostiana var. eckeroeensis (H.Lindb. & Palmgr.) Hyl., Carex hostiana var. laurentiana (Fernald & Wiegand) Fernald & Wiegand, Carex speirostachya Sw. ex Sm., Carex subsalsa Nyman